# Pinguin (1936)
«Пінгвін» був німецьким допоміжним крейсером (Hilfskreuzer), який використовувався як торговий рейдер під час Другої світової війни. «Пінгвін» ідентифікувався Крігсмаріне як Schiff 33 і отримав позначення HSK 5. Найуспішніший торговий рейдер війни, корабель був відомим Британському королівському флоту як Рейдер F.

## Цивільна служба та переоснащення
Колишнє вантажне судно під назвою «Кандельфельс» було побудоване компанією AG Weser у 1936 році. Ним володів і керував Hansa Line, Бремен. Взимку 1939/40 року він був реквізований Крігсмаріне і перетворений на військовий корабель DeSchiMAG у Бремені. Його основним озброєнням стали допоміжні гармати з застарілого додредноута «Шлезієн».

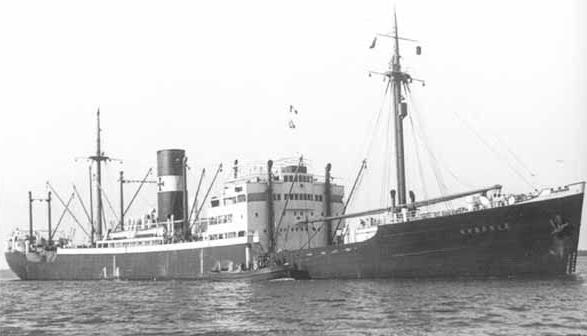
«Кандельфельс» у 1937 році

## Похід в якості рейдера
«Пінгвін» був частиною першої хвилі рейдерів Крігсмаріне, відпливши 15 червня 1940 року під командуванням фрегаттен-капітана (пізніше капітана) Ернста-Фелікса Крюдера.
Пройшовши через Датську протоку, «Пінгвін» вирушив до свого району патрулювання в Південному океані.
За 10 з половиною місяців у морі рейдер знищив чи захопив 28 суден загальною вантажопідйомністю 136 000 тонн БРТ.
Його найбільш успішнішим ударом було захоплення 14 січня 1941 року більшої частини норвезького китобійного флоту у Антарктиці, який налічував загалом три плавучі фабрики та 11 китобоїв. Вони були відправлені назад як призи до Європи, прибувши до Бордо у окупованій Франції в березні 1941 року. Один з китобоїв був збережений як допоміжний рейдер і перейменований на «Ад'ютанта».
За допомогою «Ад'ютанта» встановили міни поблизу Нової Зеландії.

## Загибель корабля
8 травня 1941 року «Пінгвін» був потоплений у бою з британським важким крейсером «Корнуолл». Він став першим допоміжним крейсером Крігсмаріне, який був потоплений під час війни. 532 особи, серед яких 200 полонених, загинули, коли «Пінгвін» розлетівся на частини, після детонації міни на борту. «Корнуолл» врятував 60 членів екіпажу та 22 полонених, які спочатку були членами екіпажу 28 торговельних суден, які рейдер потопив або захопив.